# Mitsubishi Pajero
Der Mitsubishi Pajero ist ein Geländewagen des japanischen Autoherstellers Mitsubishi Motors, der sich zwischen 1982 und 2021 in Produktion befand. Ab Anfang 1983 war er auch weltweit erhältlich. Seitdem wurde der Wagen in vier Generationen gebaut.
Sein Name wurde der Südlichen Pampaskatze (Leopardus (colocolo) pajeros) entliehen, die in unwegsamen Gebirgszügen Südamerikas lebt. Zu öffentlicher Berühmtheit kam der Pajero durch seine zahlreichen Erfolge bei der härtesten Motorsport-Rallye der Welt, der Rallye Paris-Dakar.
In spanischsprachigen Ländern sowie in Nordamerika hat der Pajero den Namen Montero, weil das spanische Wort pajero in der Vulgärsprache „Wichser“ bedeutet. Im Vereinigten Königreich heißt das Modell Shogun.
Die erste Generation hatte das gleiche Chassis wie der Pickup L200 und der Kleinbus L300 und wurde später von Hyundai Precision & Industry als Hyundai Galloper mit leichtem Facelift neu aufgelegt.
Schon in den 1980er Jahren arbeiteten Mitsubishi und Chrysler zusammen. In Amerika war der Pajero auch von Dodge erhältlich und hieß dann Dodge Raider.
Statistiken belegen, dass der Pajero von 91 % der Käufer mit Anhängerkupplung bestellt wurde.

## Pajero (L040, 1982–1990)
Der erste Pajero kam Anfang 1983 auf den europäischen Markt, während er in Japan bereits rund ein halbes Jahr vorher eingeführt wurde. Die erste Generation wurde in Nordamerika auch als Dodge Raider vermarktet, allerdings nur als Dreitürer.
Er wurde serienmäßig mit zuschaltbarem Allradantrieb ausgerüstet. Dazu gibt es noch eine Geländeuntersetzung und gegen Aufpreis eine Differenzialsperre. Die Vorderräder sind einzeln an Doppelquerlenkern aufgehängt, hinten an einer Starrachse mit halbelliptischen Blattfedern.
Der Pajero ist der erste Geländewagen, der vorne mit innenbelüfteten Scheibenbremsen ausgestattet ist.
Für Freiluftliebhaber wurde die kurze Ausführung des Pajero unter dem Namen Canvas-Top auch offen zum gleichen Verkaufspreis wie die geschlossene Version angeboten. Das originale Fetzendach mit drei Kunststofffenstern hat vielfältige Öffnungsmöglichkeiten. So kann man beide Seiten und das Heckfenster unabhängig voneinander hochrollen. Einige Hersteller boten darüber hinaus Hardtops in verschiedenen Ausführungen an.
Mit dem Pajero wurde erfolgreich an der Rallye Dakar teilgenommen.

Heute sind die Fahrzeuge der ersten Generation insbesondere wegen Rostproblemen fast völlig aus dem Straßenbild verschwunden.

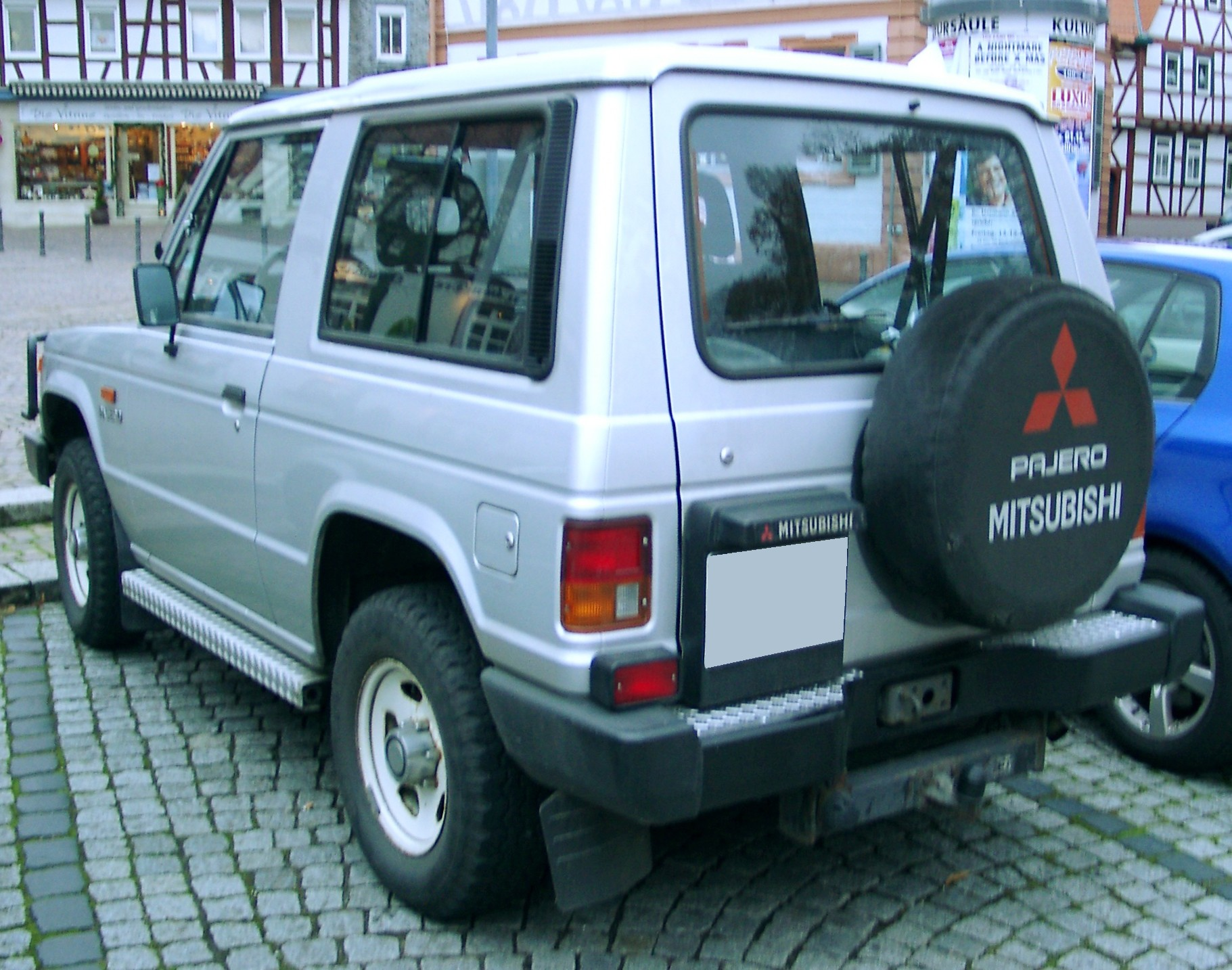
Heckansicht
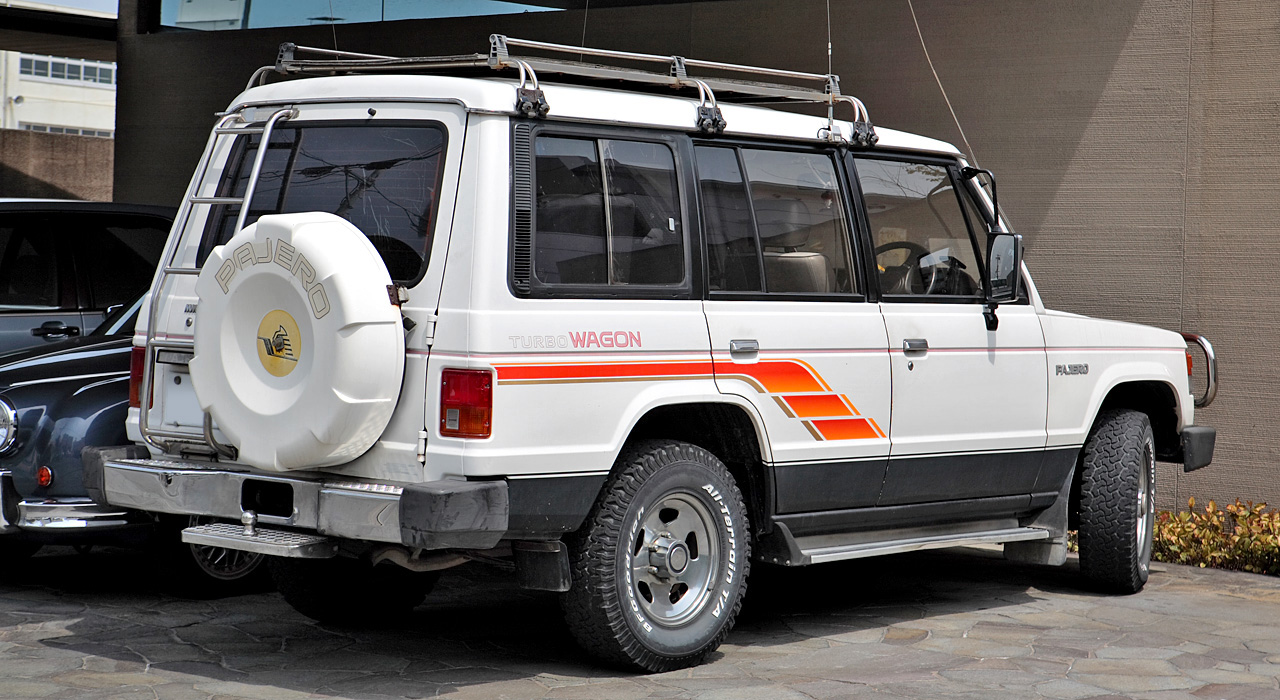
Pajero Fünftürer (Heckansicht)
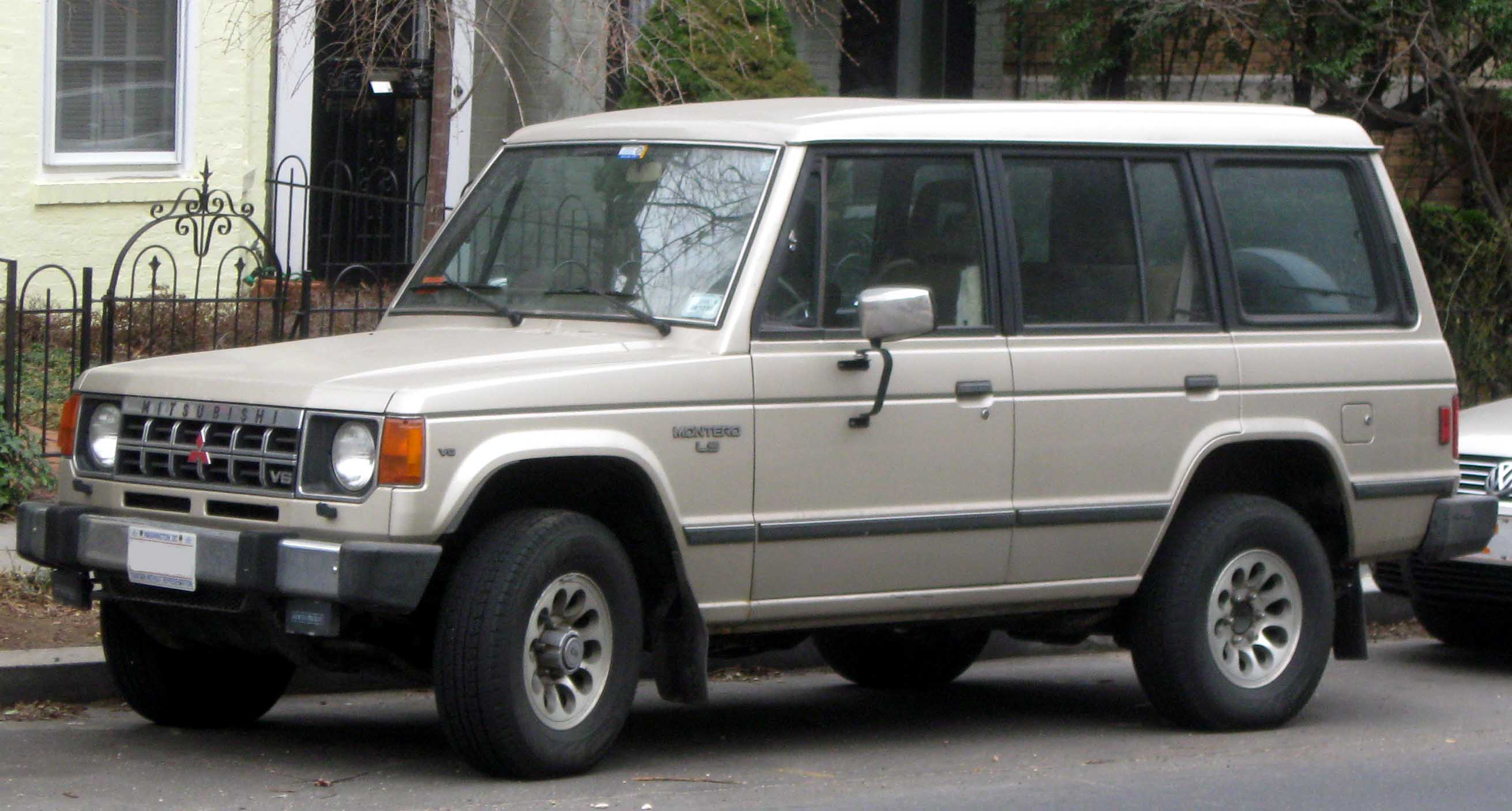
Mitsubishi Montero (USA)
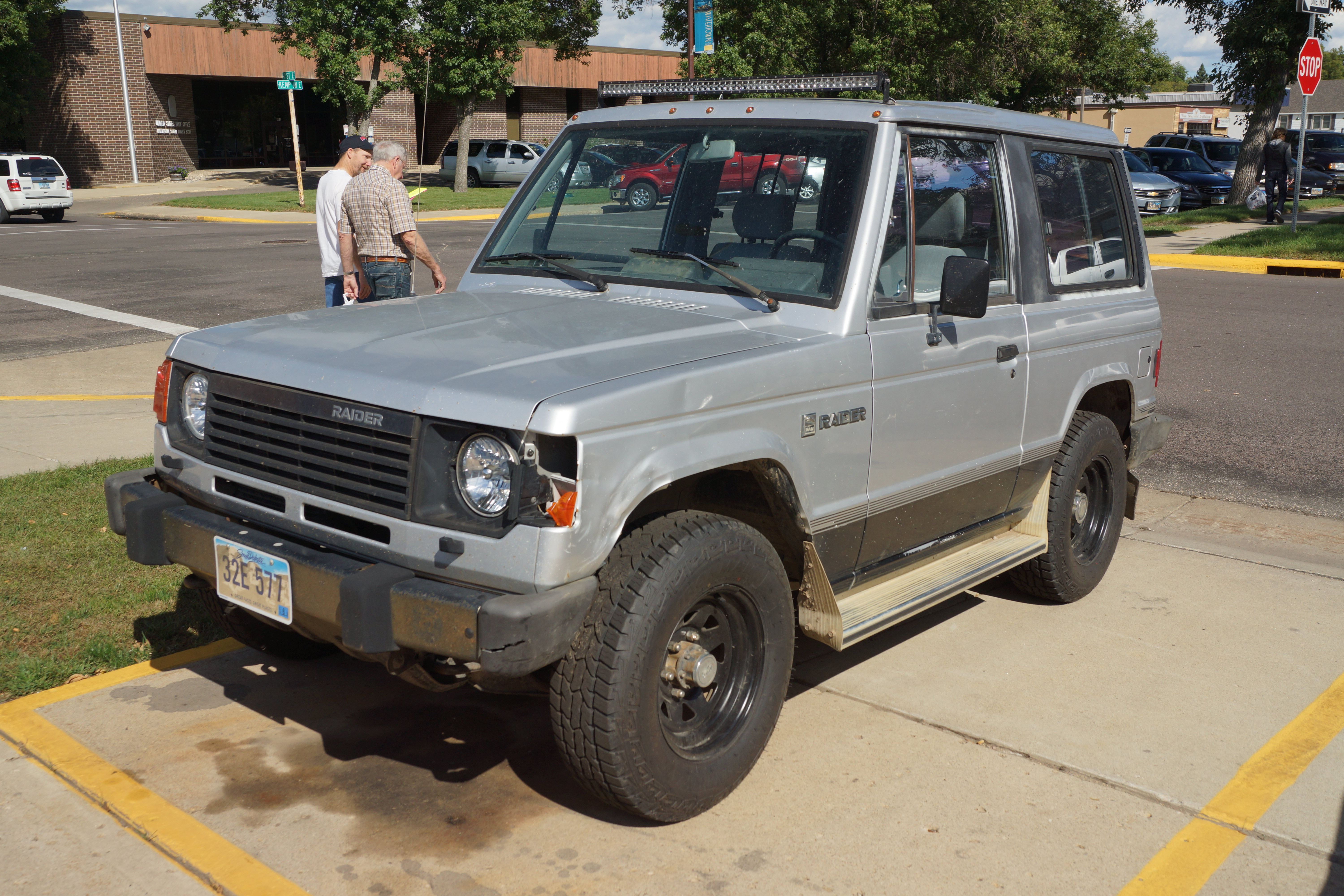
Dodge Raider
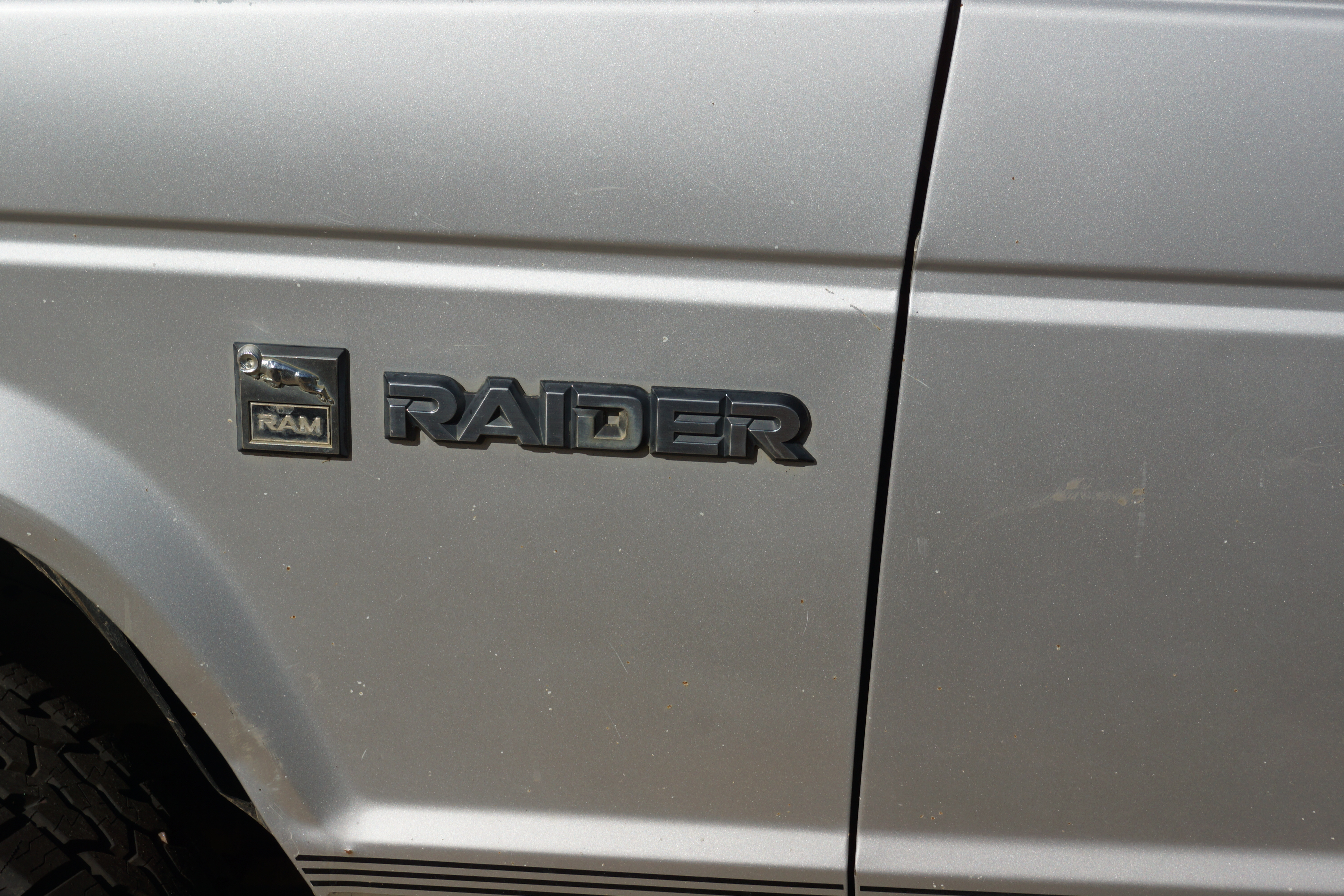
Seitenemblem

### Motoren
Der Pajero wurde mit folgenden Motorisierungen angeboten:
- 2600, in Reihen-Vierzylinder mit 2555 cm³ Hubraum und 76 kW/103 PS (04.1982–11.1990)
- 3000 V6, V-Sechszylinder mit 2972 cm³ Hubraum 104 kW/141 PS (11.1988–11.1990)
- 2300 TD, Reihen-Vierzylinder-Turbodiesel mit 2346 cm³ Hubraum 62 kW/84 PS (12.1982–04.1986)
- 2500 TD, Reihen-Vierzylinder-Turbodiesel mit 2477 cm³ Hubraum und 62 kW/84 PS (05.1986–10.1989)
- 2500 TD, Reihen-Vierzylinder-Turbodiesel mit 2477 cm³ Hubraum und 70 kW/95 PS (11.1988–11.1990)

## Pajero (V20, 1990–2000)
Ende 1990 begann die Auslieferung der zweiten Pajero-Generation.
Auch von ihm gab es drei Karosserievarianten: als Dreitürer, Fünftürer und als dreitüriges Cabrio.
Das Highlight des V20 stellte der flexible Super-Select-4-WD-Antrieb dar. Dieser während der Fahrt bis 100 km/h zuschaltbare Allradantrieb (Basis Hinterradantrieb) mit Geländeuntersetzung (1,9:1) verfügt über ein Zentraldifferential mit Viskobremse, welches zusätzlich zu 100 % gesperrt werden kann. Optional war auch eine Hinterachs-Differentialsperre verfügbar.

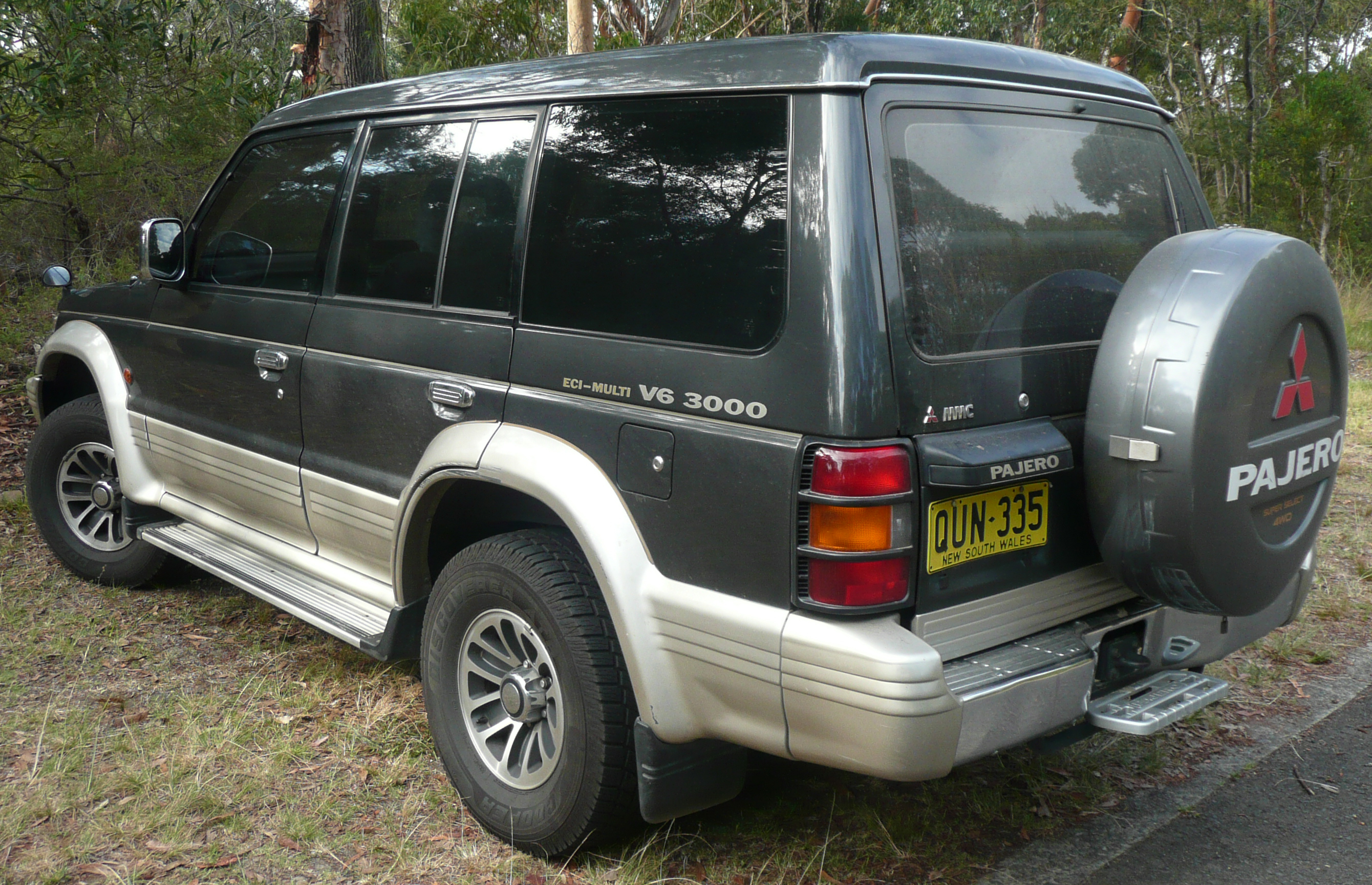
Heckansicht, Modell nicht für deutschen Markt
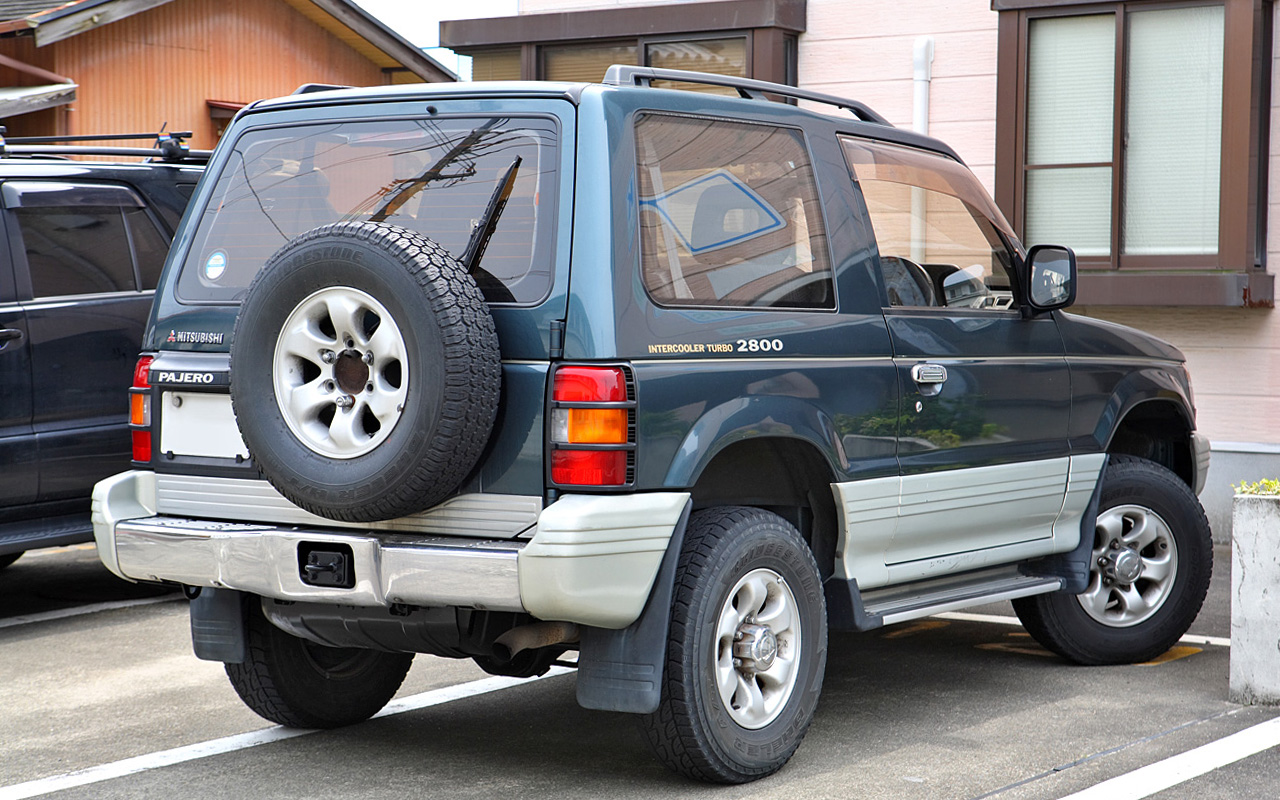
Mitsubishi Pajero Dreitürer (1990–1996), nicht für deutschen Markt
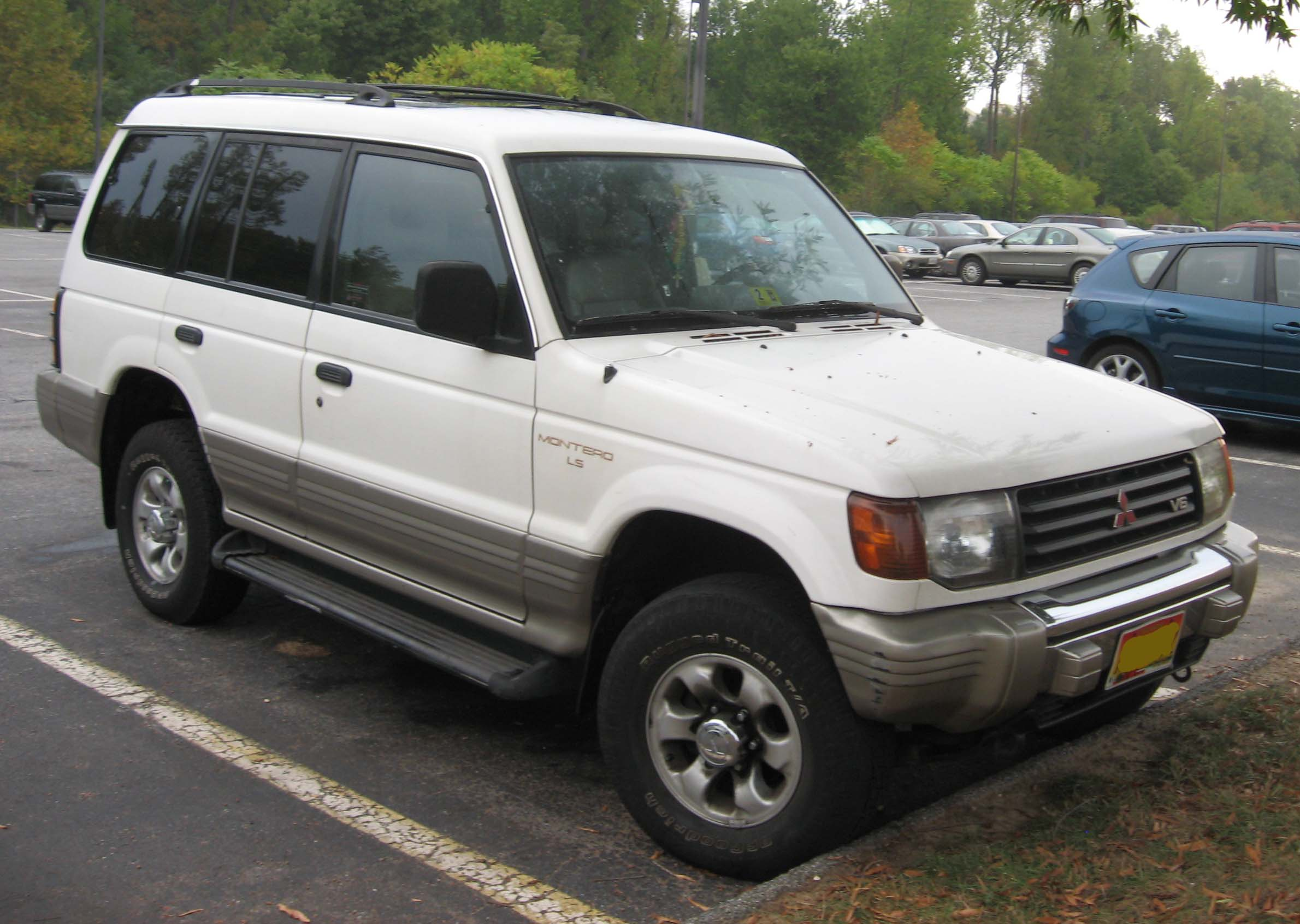
Mitsubishi Montero (USA)

Mitte 1997 wurde der Pajero leicht überarbeitet. Die Blinker gingen an der Front nun in die Hauptscheinwerfer über und waren nun weiß gefärbt. Die Hauptscheinwerfer erhielten Klarglasoptik. Die Rücklichter blieben wie sie waren und unterschieden sich nur in den jeweiligen Länderausführungen. In Europa waren zusätzliche Rücklichter in der Stoßstange montiert. Sie enthielten Brems-, Blink- und Rücklicht. In den ursprünglichen Rücklichtern verblieben nur Rückfahrscheinwerfer und Nebelschlussleuchte. Der Grund dafür war die maximale Höhe im Bereich der EU für die Fahrlichter. Die Sonderausstattungen vorbehaltenen Kunststoffverbreiterungen an Kotflügel, Schweller, Türen und Stoßstangen entfielen. Anstelle dessen wurden die Kotflügel in Blech nach Art des BMW M3 E30 in Höhe der Gürtellinie nach außen gezogen.

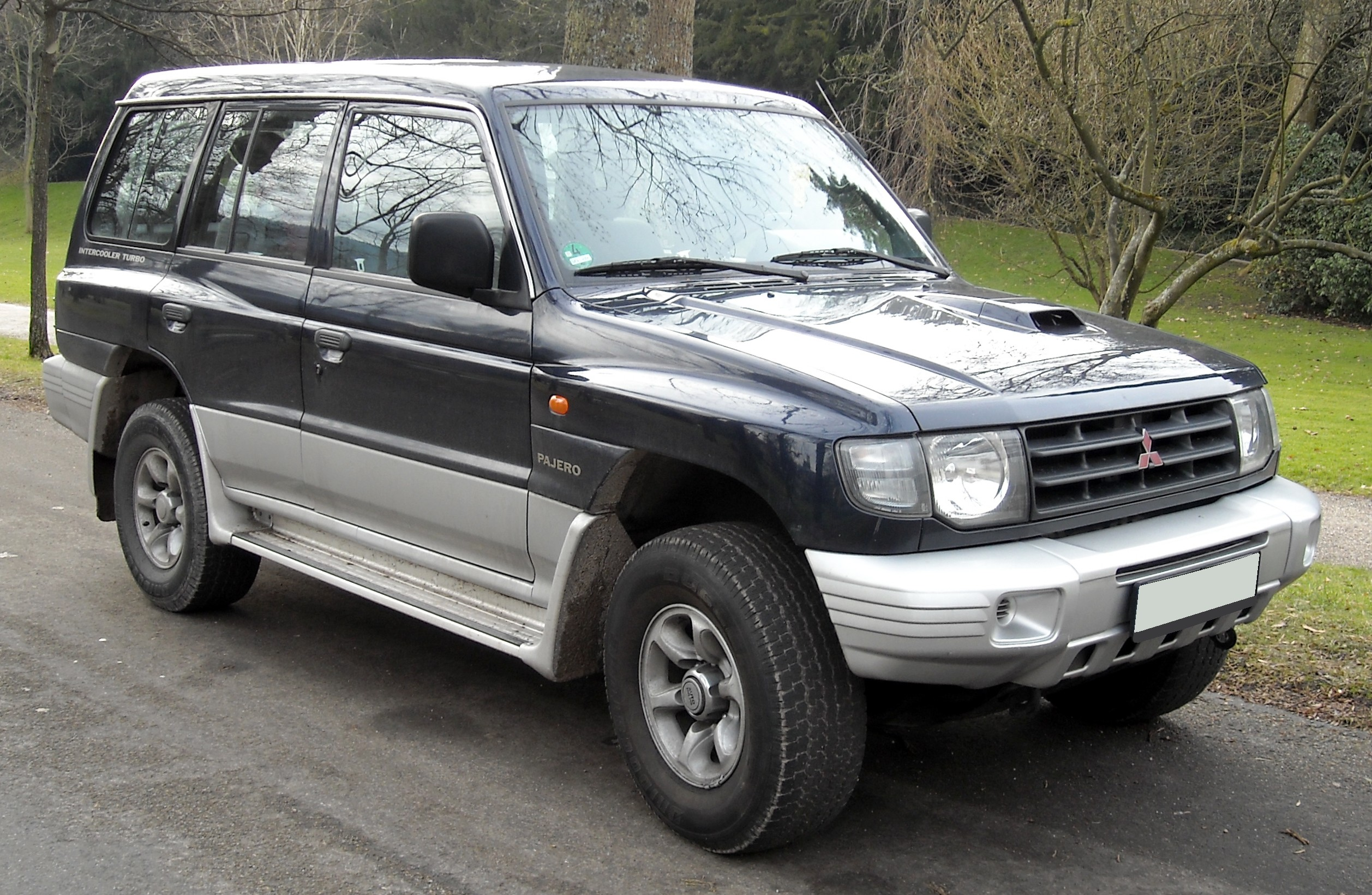
Mitsubishi Pajero Fünftürer (1997–1999)
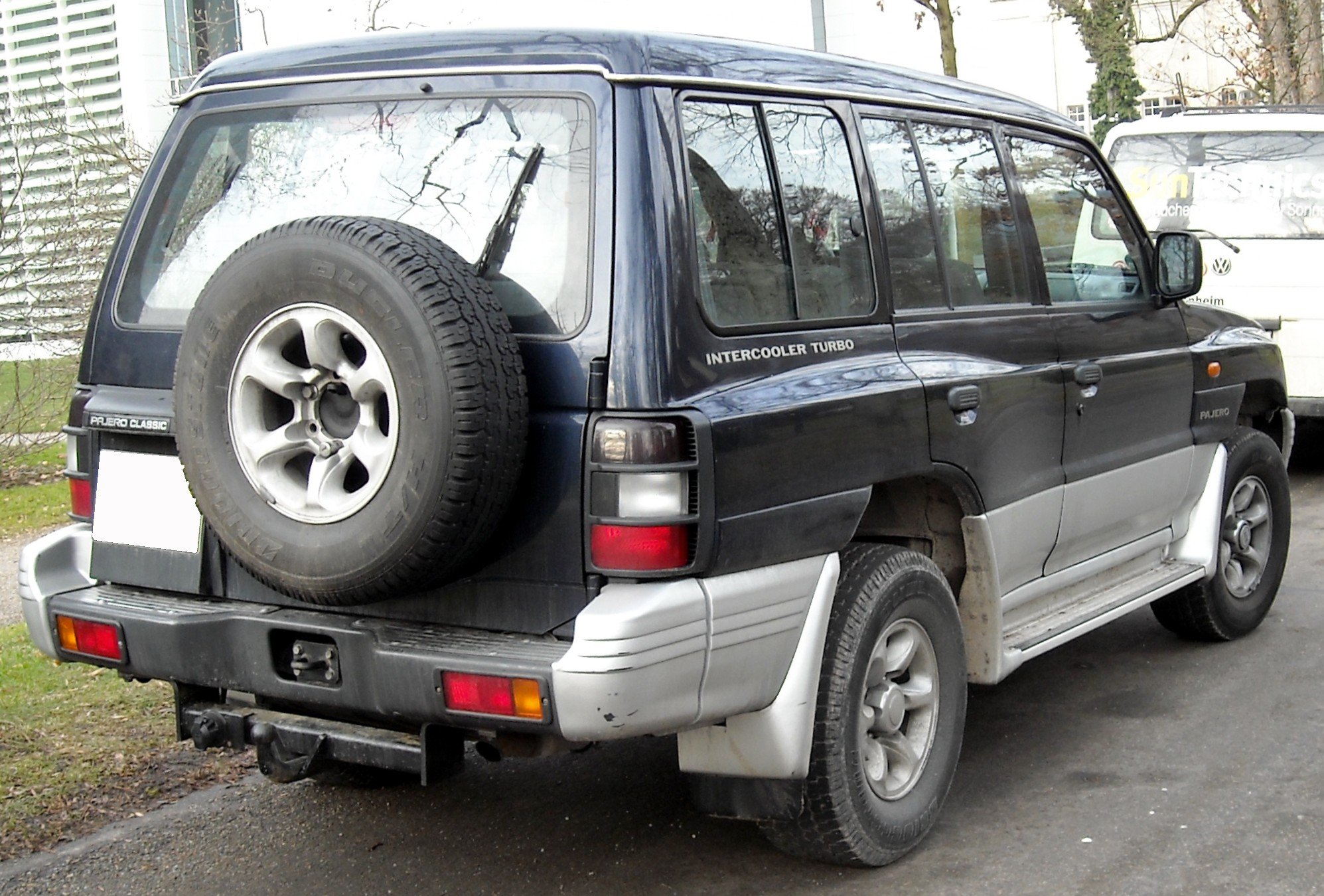
Heckansicht
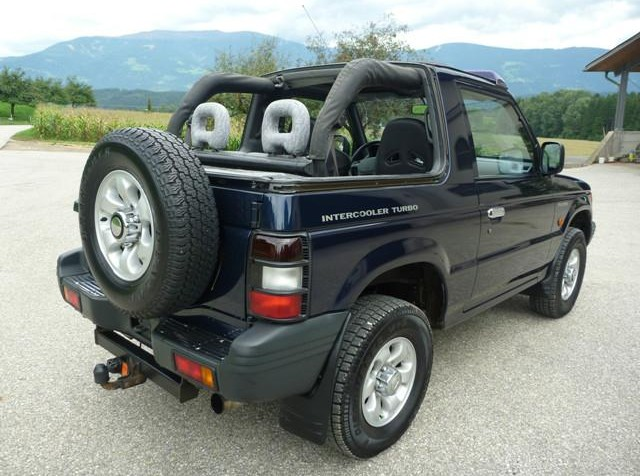
Mitsubishi Pajero Cabrio (1990–1997)

### Pajero Dakar
Im Zuge des Facelifts bot Mitsubishi auch einige Sondermodelle des Pajero an. Besonders die auf 50 Stück limitierte Limited Edition Dakar ist heute ein gesuchtes Sammlerstück. Basierend auf dem 3-Türigen Pajero baute die Firma GeCo-Raid Sport unter Leitung von Sven Quandt diese 50 Fahrzeuge um. Erkennungsmerkmale sind unter anderem die Recaro Sportsitze im Avus Imola Design, die 18 Zoll GeCo Leichtmetallfelgen, die Edelstahl-Schwellerrohre und der Edelstahlfrontbügel. Zusätzlich haben alle Dakar eine Plakette unterhalb der Klimaanlage, auf welcher die Nummer des entsprechenden Modells angegeben wird. Der Dakar wurde auf Bestellung gefertigt, daher haben die 50 Fahrzeuge keine fortlaufende Fahrgestellnummer. Es wurden jedoch alle 50 geplanten Fahrzeuge gebaut.
Angeboten wurde der „Dakar Limited Edition“ mit dem 2.800 Turbodiesel oder 3.500 V6 Benzinmotor. Trotz des hohen Aufpreises wurden die meisten Fahrzeuge mit dem V6-Motor gefertigt. Der Neupreis für den 3.500 V6 lag bei über 90.000 DM.

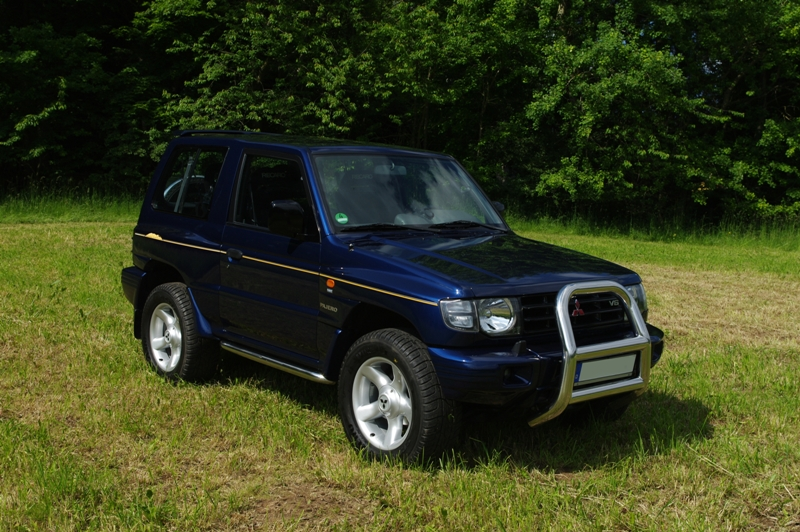
Außenansicht
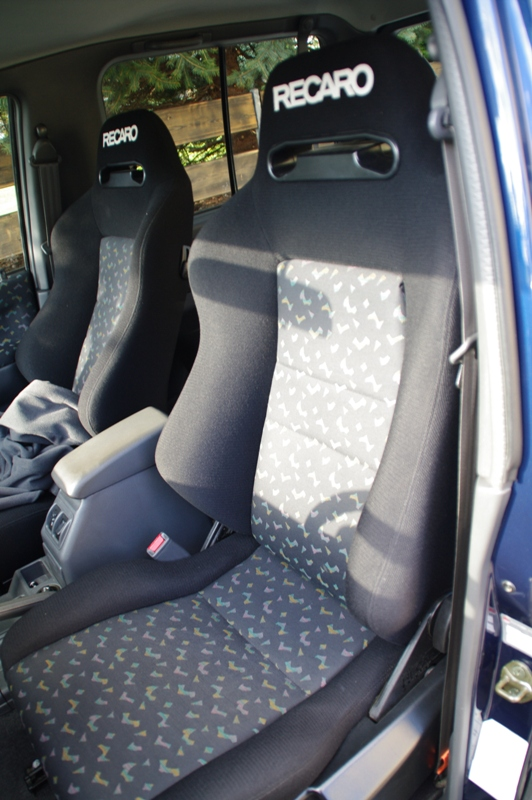
Recaro Sportsitze
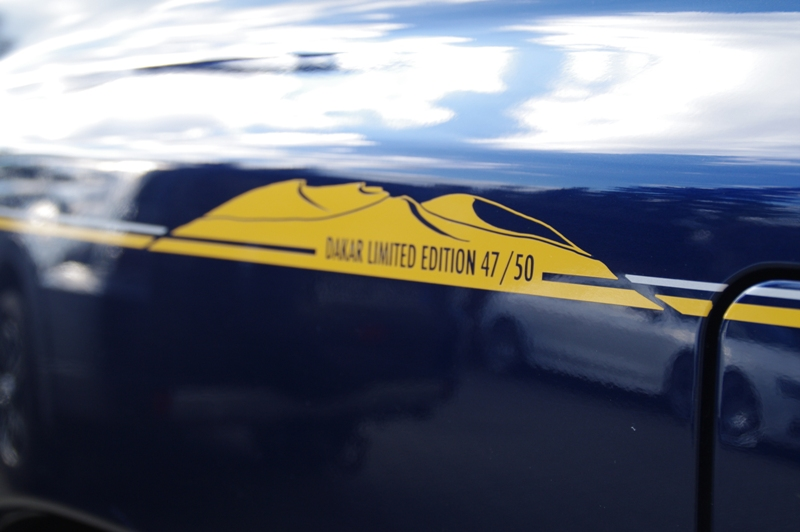
Exterieur Design

Bekannt ist aus Sammlerkreisen, dass Stand 2022 noch ein Großteil der Fahrzeuge existiert. Mindestens 2 der 50 Stück wurden bisher verschrottet. In Deutschland sind die meisten Pajero „Dakar Limited Edition“ zugelassen. Ein privater Sammler soll 4 der 50 Fahrzeuge besitzen. Bekannt ist außerdem, dass Mitsubishi Deutschland 2 dieser Fahrzeuge selbst zugelassen hatte. Einer davon, ein 2.800 Turbodiesel, diente als Ausstellungsstück und für Katalog-Fotografien. Der andere, ein 3.500 V6, wurde vermutlich durch die Rallye-Dakar-Siegerin Jutta Kleinschmidt genutzt und gelangte erst anschließend in den freien Verkauf.

### Pajero Evolution
Der Pajero Evolution wurde im Oktober 1997 vorgestellt. Er wurde entwickelt, um die Homologationsanforderungen für die T2-Klasse der Rallye Paris-Dakar zu erfüllen, für die eine Mindestmenge an Serienfahrzeugen produziert werden musste. Der Pajero Evolution wurde von Grund auf als reines Rallyefahrzeug konzipiert. Er war serienmäßig mit einem 3,5-Liter-DOHC-V6-Motor mit 24 Ventilen und Mitsubishi Innovative Valve Timing and Electronic Lift Control (MIVEC) ausgestattet, der nach Werksangabe 276 PS leistet. Eine überarbeitete Ansaugung trug zur Leistungssteigerung bei, und eine neue Hinterradaufhängung verbesserte den Fahrkomfort. Die neue Aufhängung wurde später auch für die dritte Generation des Pajero verwendet.

Zwischen 1997 und 1999 wurden 2693 Exemplare des Pajero Evolution hergestellt.

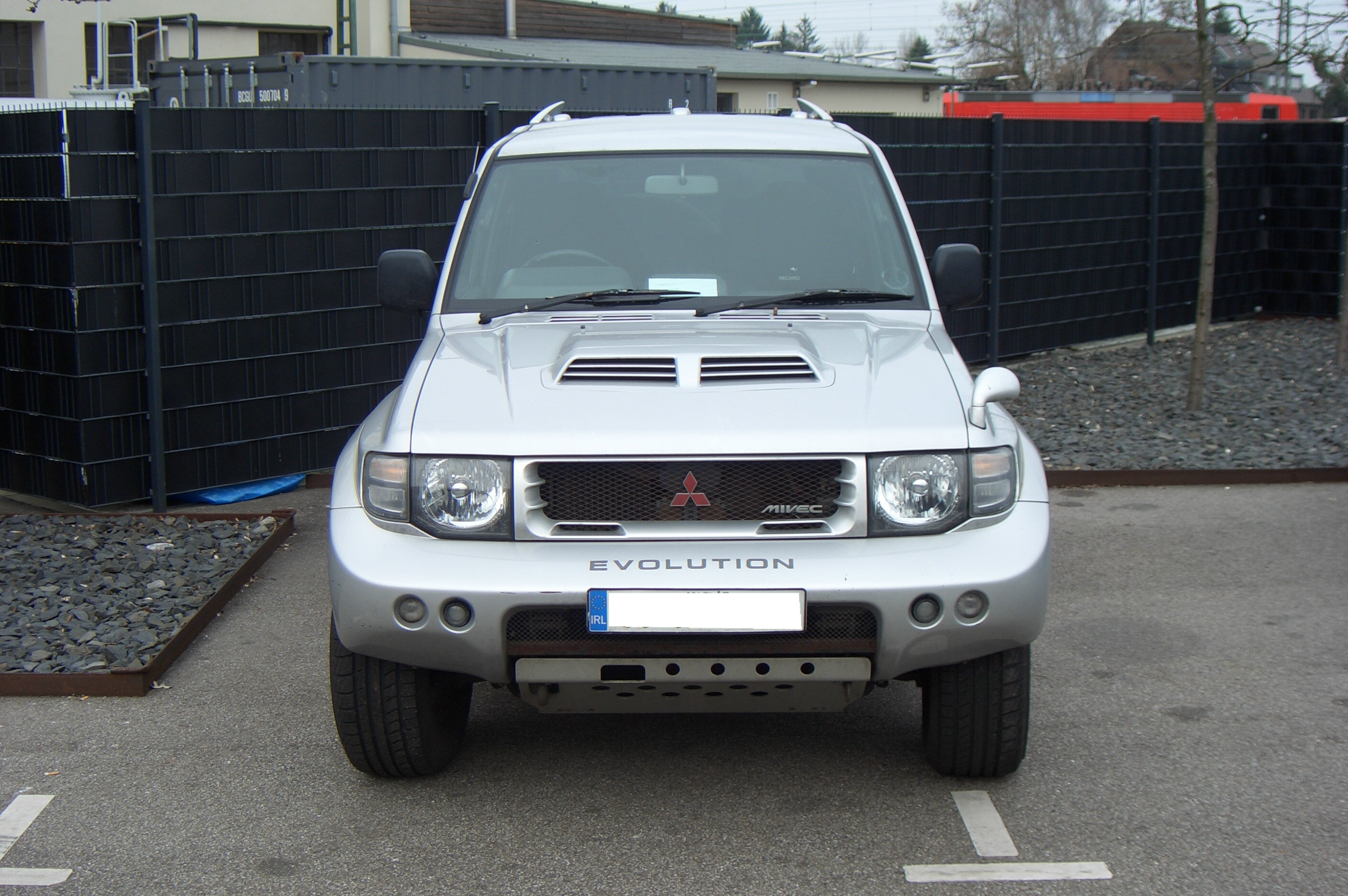
Frontansicht
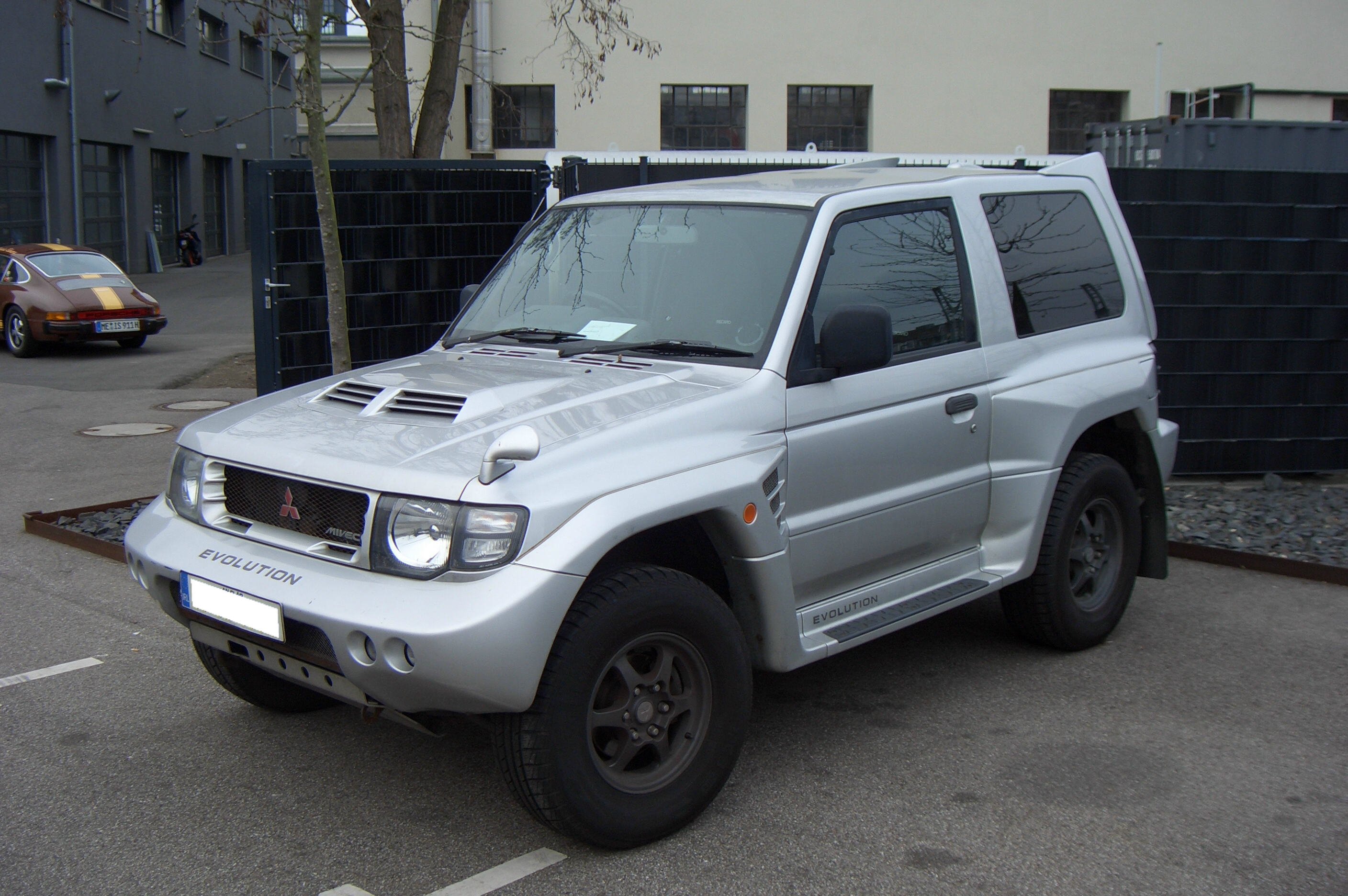
Seitenansicht
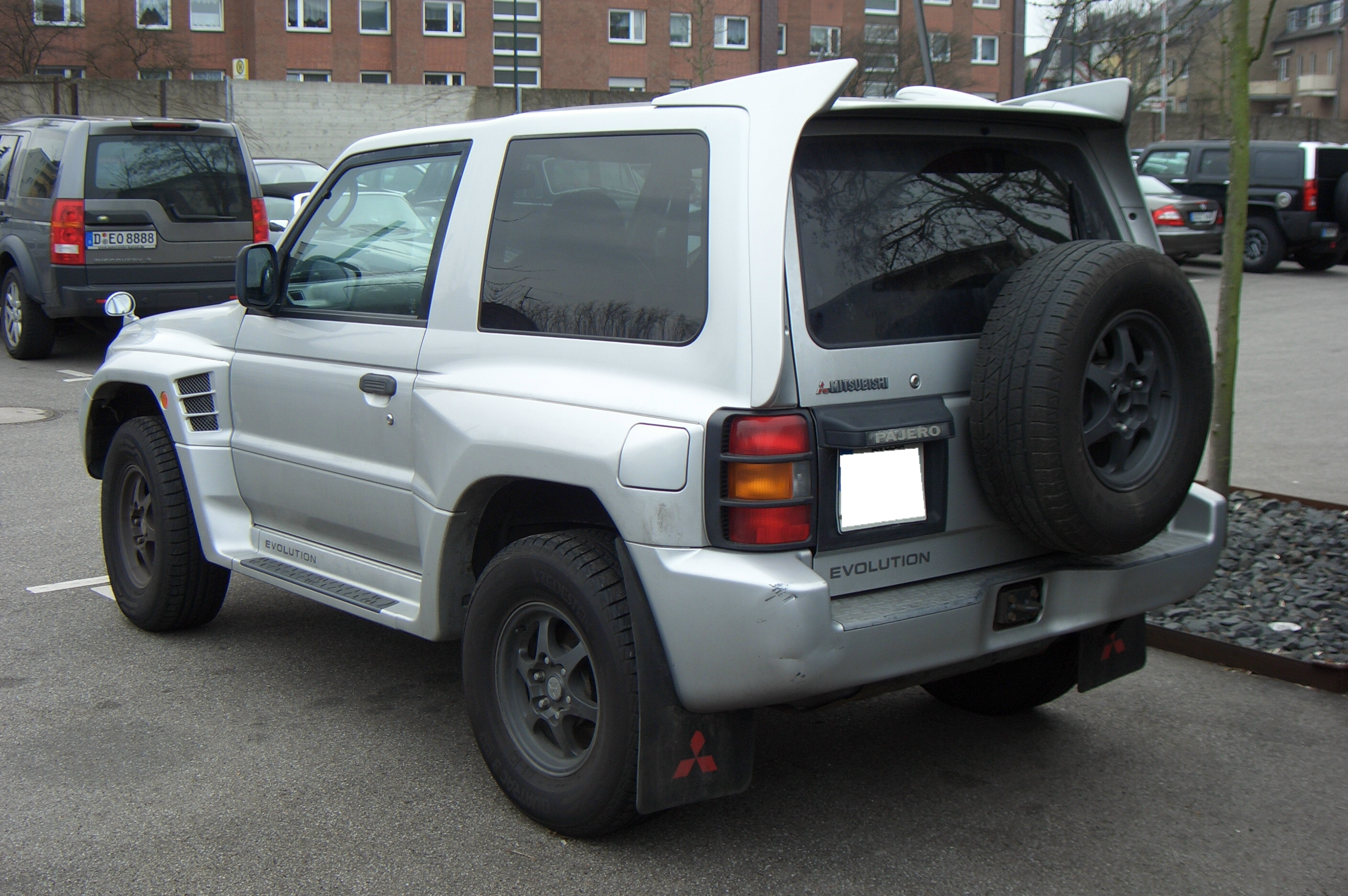
Heckansicht

### Pajero Classic
Gedacht als günstige Alternative zum im Frühjahr 2000 eingeführten Pajero V60 brachte Mitsubishi den Vorgänger V20 als Pajero Classic im Sommer 2002 wieder auf den Markt.
Das Fahrzeug war nach wie vor als Drei- und Fünftürer erhältlich, der Einstiegspreis lag mit 25.950 Euro für den Dreitürer bzw. 29.990 Euro für den Fünftürer signifikant unter dem des V60.

Einzige Motorvariante war ein 2,5-l Vierzylinder-Turbodiesel mit 85 kW/115 PS, schadstoffarm nach Euro 3. Der Classic wurde im Gegensatz zur ursprünglichen Baureihe V20 lediglich mit zuschaltbarem Allradantrieb produziert, der Super-Select-Allrad war nicht verfügbar.

### Motoren

#### Otto
| Modell  | Motortyp | Zylinder/Ventile | Hubraum  | Leistung [kW/PS] | Drehmoment [Nm] | Bauzeit         | Bemerkung                                |
| ------- | -------- | ---------------- | -------- | ---------------- | --------------- | --------------- | ---------------------------------------- |
| 1.8 GDi | 4G93     | 4/16             | 1834 cm³ | 96/131           | 174             | 06.1998–04.2000 | nur als Cabrio                           |
| 2400    | 4G64     | 4/16             | 2351 cm³ | 82/112           | 184             | 04.1991–04.2000 |                                          |
| 3000 V6 | 6G72     | 6/12             | 2972 cm³ | 110/150          | 236             | 12.1990–12.1995 |                                          |
| 3.0 V6  | 6G72     | 6/12             | 2972 cm³ | 130/177          | 255             | 06.1997–04.2000 | nur als Cabrio und American Dream (1997) |
| 3000 V6 | 6G72     | 6/24             | 2972 cm³ | 133/181          | 255             | 06.1994–04.2000 |                                          |
| 3500 V6 | 6G74     | 6/24             | 3497 cm³ | 153/208          | 300             | 06.1994–06.1997 | DOHC                                     |
| 3500 V6 | 6G74     | 6/24             | 3497 cm³ | 143/194          | 313             | 07.1997–10.1999 | SOHC                                     |

#### Diesel
| Modell  | Motortyp | Zylinder/Ventile | Hubraum              | Leistung [kW/PS] | Drehmoment [Nm] | Bauzeit         |
| ------- | -------- | ---------------- | -------------------- | ---------------- | --------------- | --------------- |
| 2500 TD | 4D56     | 4/8              | 2477 cm³ /Zahnriemen | 73/99            | 240             | 12.1990–04.2000 |
| 2800 TD | 4M40     | 4/8              | 2835 cm³ /Kette      | 92/125           | 292             | 06.1994–10.1999 |

## Pajero (V60, 2000–2006)
Die dritte Generation des Pajero kam im April 2000 auf den deutschen Markt.
Im Gegensatz zu seinem Vorgänger war der Pajero V60 mit Einzelradaufhängung an Vorder- und Hinterachse ausgestattet und ausschließlich mit dem Allradantrieb Super Select 4WD II erhältlich. Die Kugelumlauf- wurde gegen eine Zahnstangenlenkung ersetzt.
Im Herbst 2001 wurde der Dieselmotor aufgrund geänderter Abgasvorschriften überarbeitet, was zu einem Leistungsverlust von drei kW führte.
Mitte 2003 unterzog Mitsubishi den Pajero einem Facelift, was an runden anstelle von eckigen Nebelscheinwerfern erkennbar war.

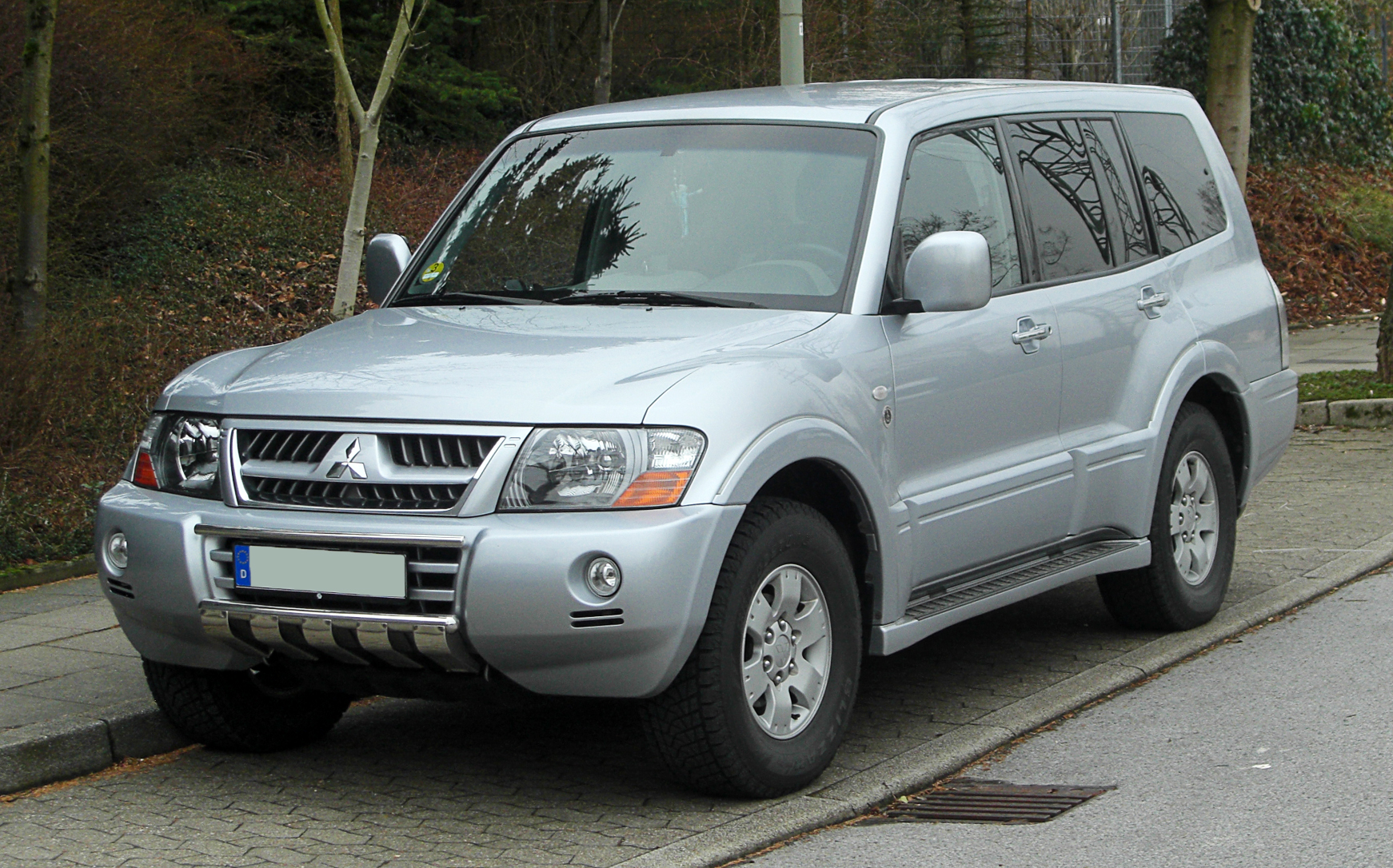
Mitsubishi Pajero 3.2 DI-D (2003–2006)
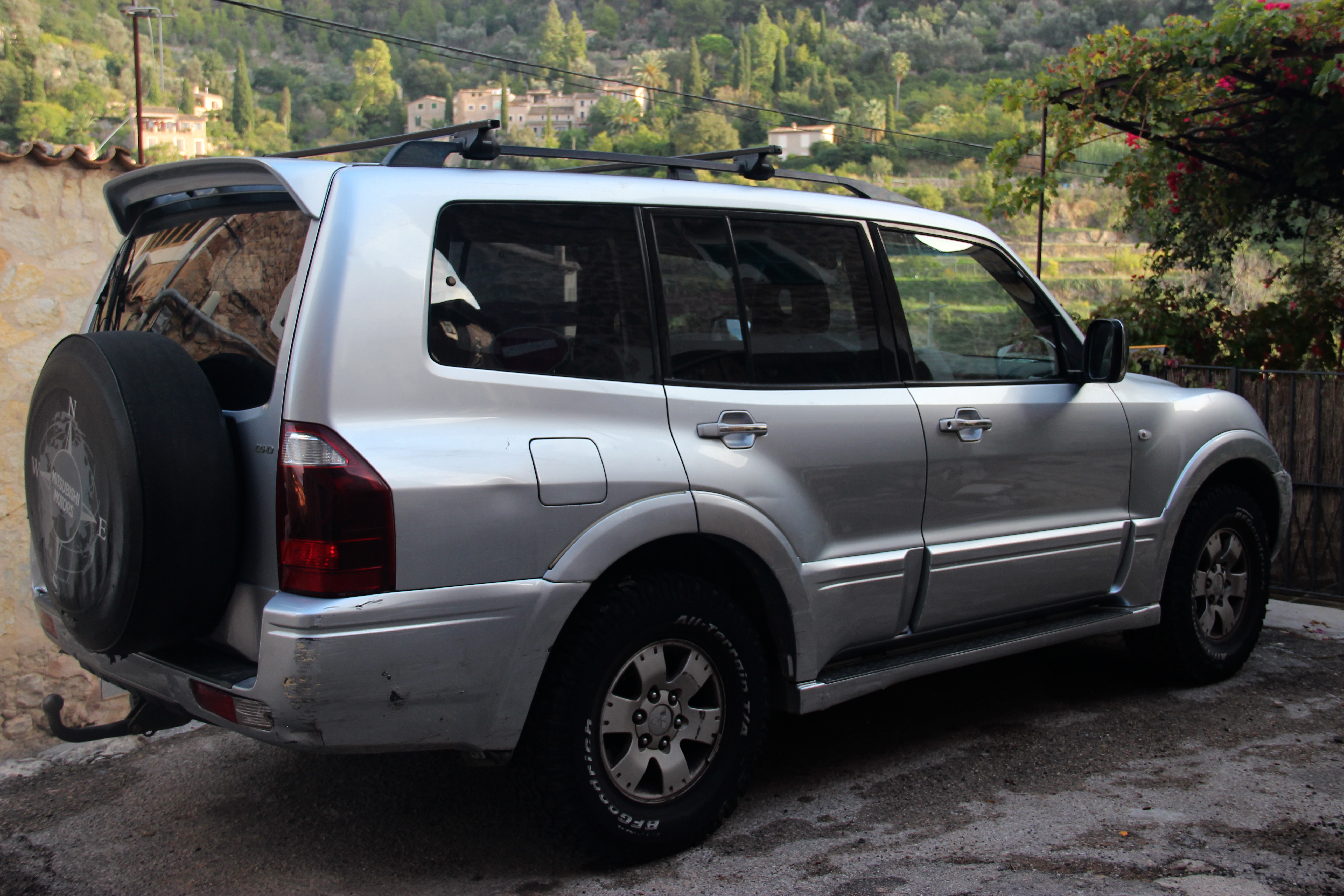
Mitsubishi Montero 3.2 DI-D (2003–2006)
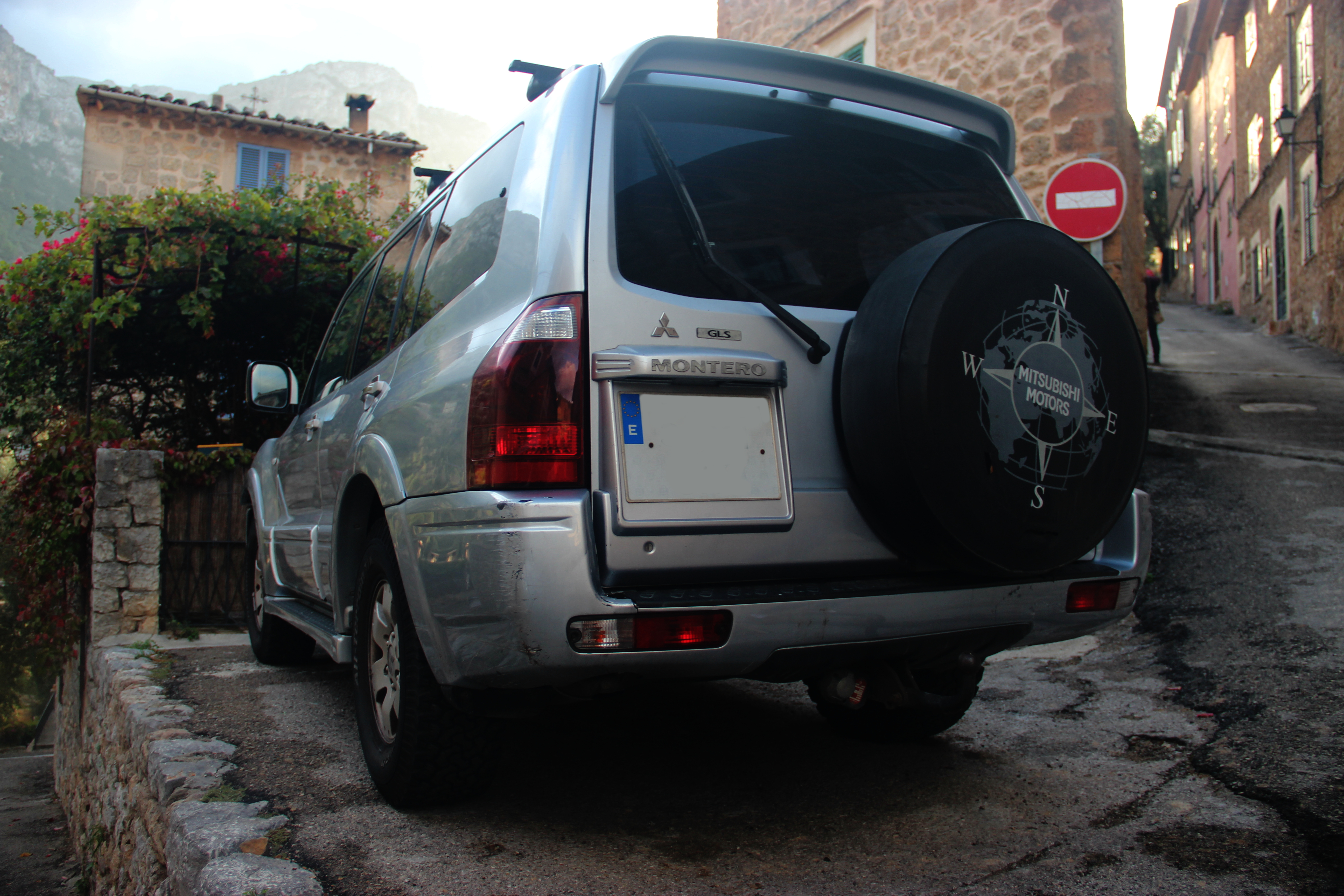
Mitsubishi Montero 3.2 DI-D (2003–2006)

### Motoren

#### Otto
| Modell     | Motortyp | Zylinder | Hubraum  | Leistung [kW/PS]     | Drehmoment [Nm]  | Bauzeit         |
| ---------- | -------- | -------- | -------- | -------------------- | ---------------- | --------------- |
| 3.5 V6 GDI | 6G74     | V6       | 3497 cm³ | 149/203 bei 5000/min | 318 bei 4000/min | 01.2000–12.2006 |

#### Diesel
| Modell   | Motortyp | Zylinder | Hubraum  | Leistung [kW/PS]     | Drehmoment [Nm]  | Bauzeit         |
| -------- | -------- | -------- | -------- | -------------------- | ---------------- | --------------- |
| 3.2 DI-D | 4M41     | R4       | 3200 cm³ | 121/165 bei 3800/min | 373 bei 2000/min | 01.2000–05.2003 |
| 3.2 DI-D | 4M41     | R4       | 3200 cm³ | 118/160 bei 3800/min | 373 bei 2000/min | 06.2003–12.2006 |

### Pajero Classic
Im Mai 2005 ersetzte Mitsubishi den Pajero Classic V20 gegen ein Modell gleichen Namens auf V60-Basis. Die Preise begannen bei 29.990 Euro für den Dreitürer und 34.990 Euro für den Fünftürer (Preis des Standard-Fünftürer: 43.300 Euro, Stand: Februar 2006).
Vom regulären Modell unterscheidet sich der Classic optisch durch unlackierte Front- und Heckschürzen sowie durch Stahlfelgen. Er war nur mit manuellem Fünfganggetriebe erhältlich. Als Motorisierung stand der aus dem regulären V60 bekannte 3,2-l-DI-D mit 118 kW/160 PS zur Verfügung. Im Gegensatz zum Vorgängermodell verfügt der V60 Classic über den gleichen Super Select-Allrad wie das reguläre Modell.

## Pajero (V80, V90, 2007–2021)
Der letzte Pajero, der im Februar 2007 wiederum als Dreitürer mit kurzem Radstand oder Fünftürer mit langem Radstand auf den Markt kam, wurde technisch verbessert und optisch nur leicht verändert.
Die Motoren wurden überarbeitet. Der Diesel wurde mit der Common-Rail-Einspritzung versehen (118 kW für Schaltgetriebe bzw. 125 kW für Automatikgetriebe); zudem haben die Diesel jetzt serienmäßig einen Partikelfilter an Bord. Der 3,5-l-V6-GDI-Benziner aus dem Vorgängermodell wurde gegen den 3,8-l-MPI-Benziner (bekannt aus dem Endeavor und Eclipse) getauscht. Die Motorleistung stieg von 149 auf 182 kW für den Dreitürer bzw. auf 184 kW für den Fünftürer.
Der Normverbrauch fängt kombiniert bei 9,2 Litern (Dreitürer, CO2-Ausstoß ab 244 g/km) bzw. bei 9,3 Litern (Fünftürer, CO2-Ausstoß ab 246 g/km) an.
Im Januar 2009 wurde der 3.2 DI-D-Motor überarbeitet und hat fortan eine Leistung von 147 kW/200 PS sowie ein maximales Drehmoment von 441 Nm. Außerdem sank der Normverbrauch auf 7,8 [8,2] Liter (Dreitürer, Schaltgetriebe [Automatik]) bzw. 7,9 [8,3] Liter (Fünftürer). Damit ergibt sich ein CO2-Ausstoß von 207 [216] g/km bzw. 209 [221] g/km. Die kurze Version erfüllt nun die Euro-5-Abgasnorm. Der V6-Benzinmotor wurde in Deutschland ab diesem Zeitpunkt nicht mehr angeboten.

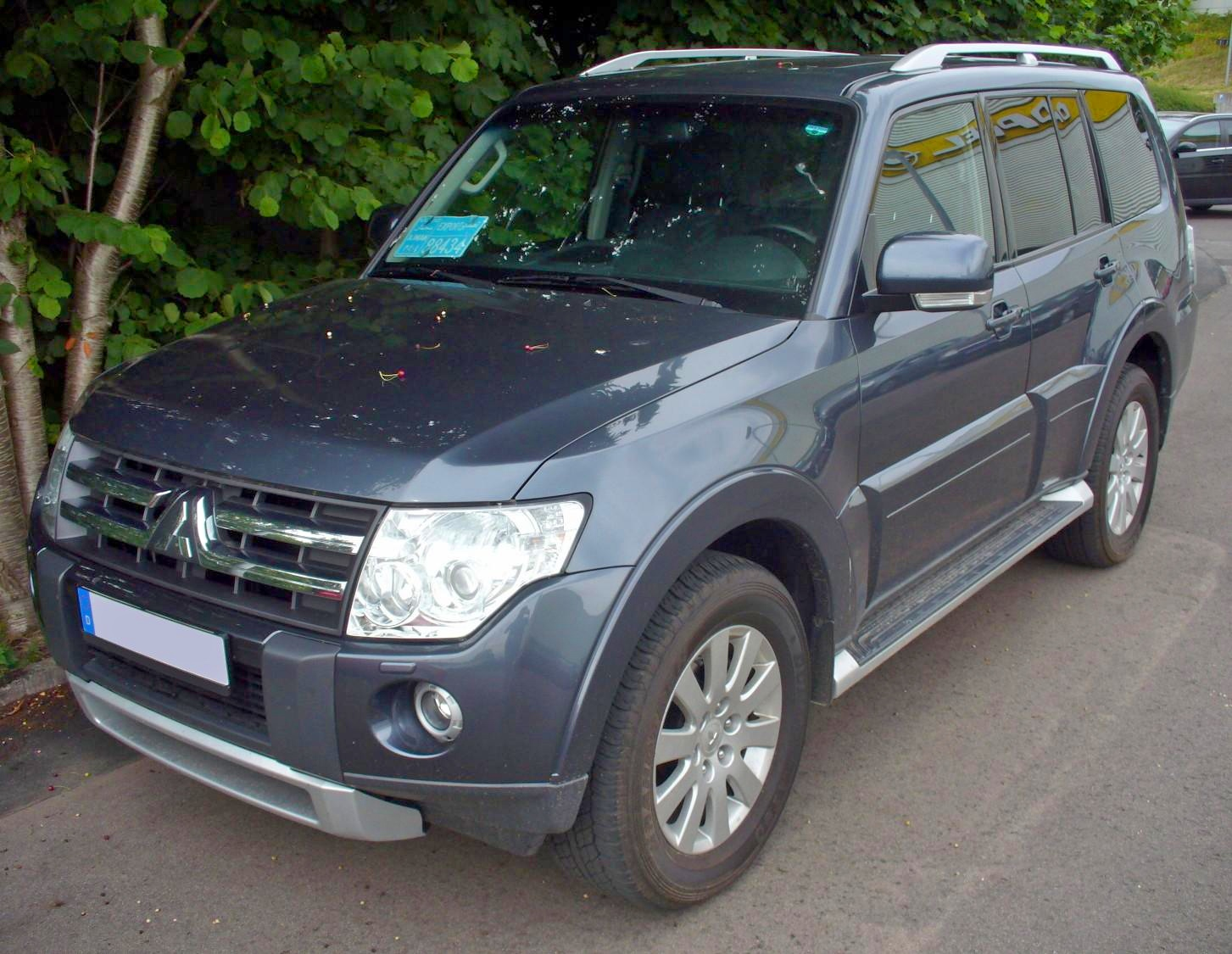
Mitsubishi Pajero Fünftürer (2007–2012)
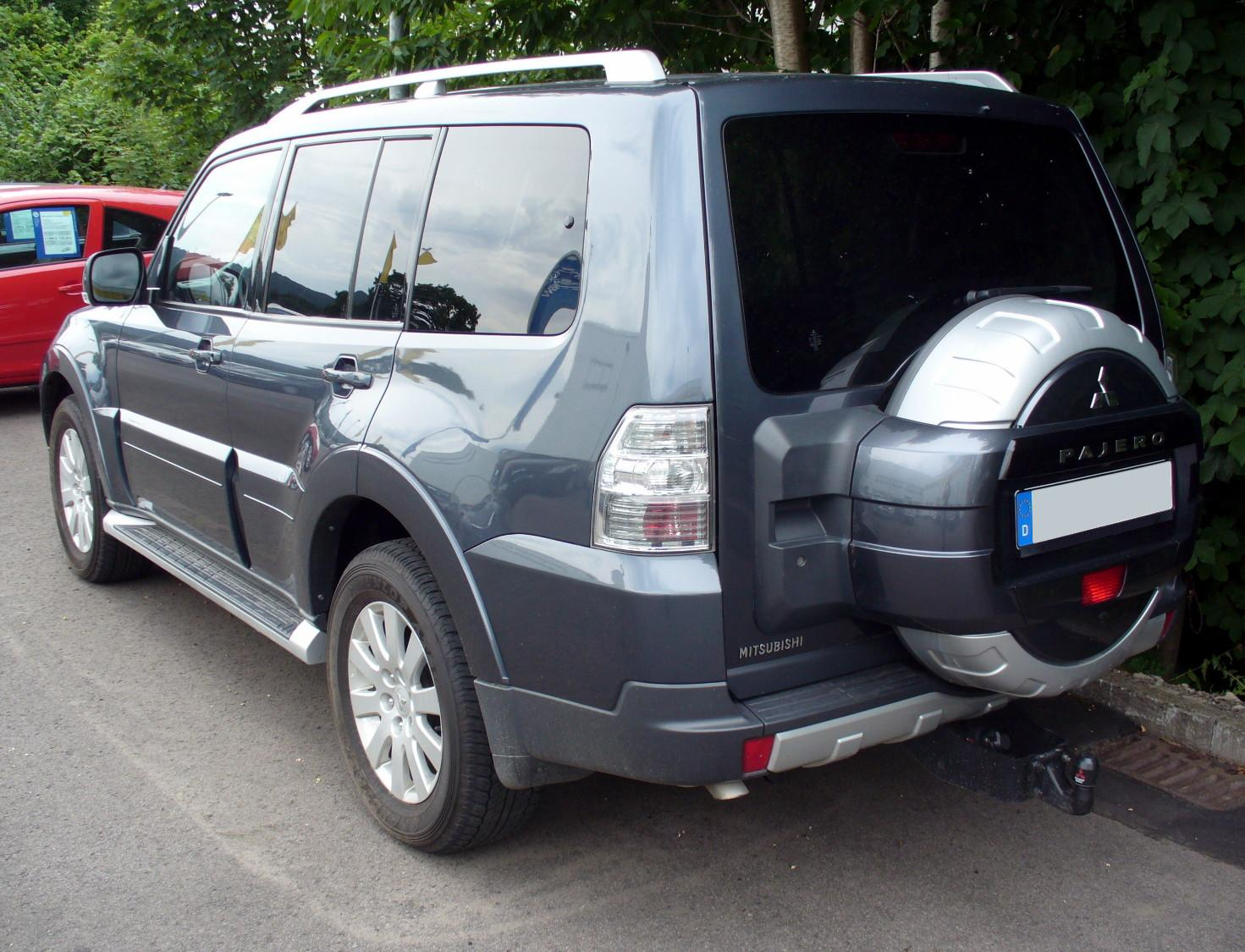
Heckansicht
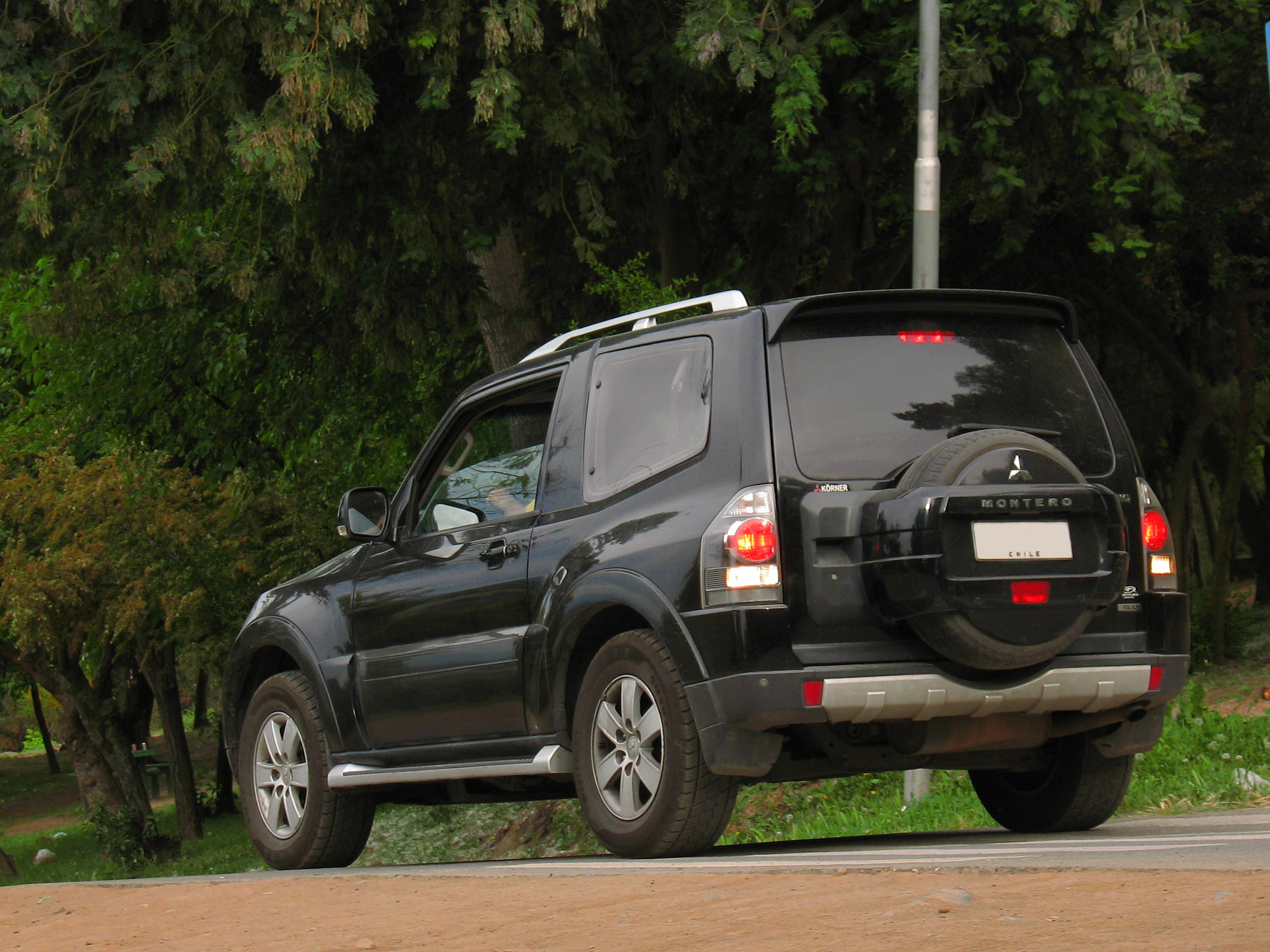
Mitsubishi Pajero Dreitürer (2007–2012)
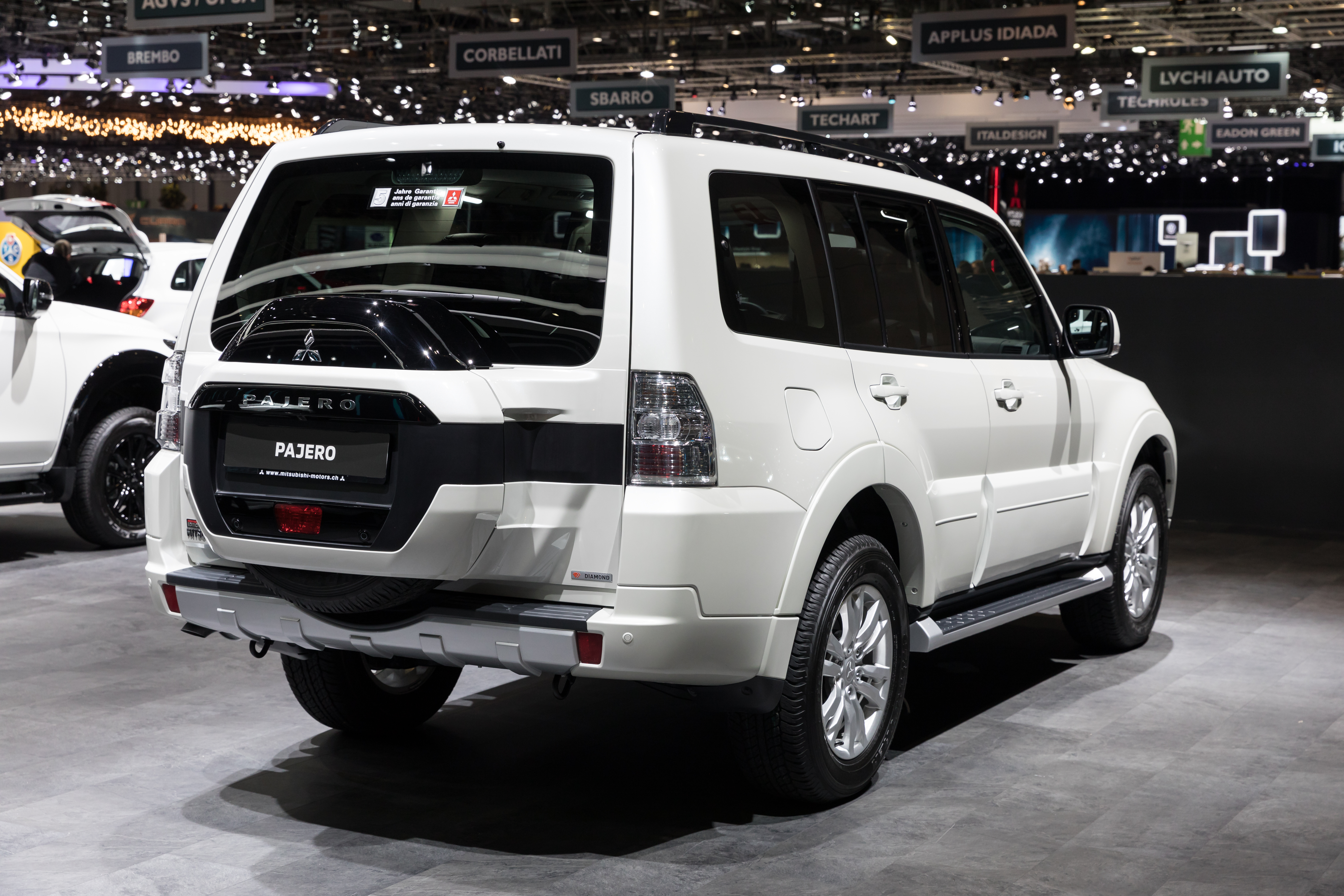
Heckansicht Fünftürer (2012–2021)

Im Juli 2012 bekam der Pajero ein leichtes Facelift. Dabei wurde die Front mittels neuer Stoßfänger und überarbeitetem Kühlergrill modernisiert. 2018 wurde der Verkauf des Pajero in Europa eingestellt. Im August 2019 endete der Verkauf auch in Japan. Auf einigen Märkten (z. B. Australien) wurde das Fahrzeug noch bis Frühjahr 2021 angeboten.

### Motoren
Nicht mehr erhältliche Motoren sind dunkel hinterlegt. 

#### Otto
| Modell             | Motortyp | Zylinder/Ventile | Hubraum  | Leistung [kW/PS]     | Drehmoment [Nm]  | Getriebe  | Bauzeit         |
| ------------------ | -------- | ---------------- | -------- | -------------------- | ---------------- | --------- | --------------- |
| 3.0 V6 (fünftürig) | 6G72     | V6/24            | 2972 cm³ | 128/174 bei 5250/min | 255 bei 4000/min | Automatik | 2009–2021       |
| 3.8 V6 (dreitürig) | 6G75     | V6/24            | 3828 cm³ | 182/248 bei 6000/min | 329 bei 2750/min | Automatik | 01.2007–01.2010 |
| 3.8 V6 (fünftürig) | 6G75     | V6/24            | 3828 cm³ | 184/250 bei 6000/min | 329 bei 2750/min | Automatik | 01.2007–01.2010 |

Der in Russland und China seit 2009 angebotene 3,0-Liter-Ottomotor weist folgende Daten auf:
| Modell                          | Fünftürer                |
| ------------------------------- | ------------------------ |
| Bauzeitraum                     | 2009–2021                |
| Zylinder                        | 6                        |
| Hubraum (cm³)                   | 2972                     |
| Max. Leistung (kW/PS)           | 128/174 bei 5250/min     |
| Max. Drehmoment (Nm)            | 255 bei 4000/min         |
| Höchstgeschwindigkeit (km/h)    | 175                      |
| Getriebe (Serienmäßig)          | 5-Gang-Automatikgetriebe |
| Beschleunigung (0-100 km/h)     | 13,6 s                   |
| Verbrauch kombiniert (l/100 km) | 12,7 S                   |
| Tankinhalt                      | 88                       |

#### Diesel
| Modell   | Motortyp | Zylinder/Ventile | Hubraum  | Leistung [kW/PS]     | Drehmoment [Nm]  | Getriebe                | Bauzeit         |
| -------- | -------- | ---------------- | -------- | -------------------- | ---------------- | ----------------------- | --------------- |
| 3.2 DI-D | 4M41     | R4/16            | 3200 cm³ | 118/160 bei 3800/min | 381 bei 2000/min | Handschaltung           | 01.2007–01.2009 |
| 3.2 DI-D | 4M41     | R4/16            | 3200 cm³ | 125/170 bei 3800/min | 373 bei 2000/min | Automatik               | 01.2007–01.2009 |
| 3.2 DI-D | 4M41     | R4/16            | 3200 cm³ | 147/200 bei 3800/min | 441 bei 2000/min | Handschaltung/Automatik | 01.2009–08.2015 |
| 3.2 DI-D | 4M41     | R4/16            | 3200 cm³ | 140/190 bei 3500/min | 441 bei 2000/min | Automatik               | 09.2015–08.2018 |

Der ab Anfang 2009 angebotene 3,2 DI-D Dieselmotor weist folgende Daten auf:
| Modell                          | Dreitürer             | Dreitürer                | Dreitürer                | Fünftürer             | Fünftürer             | Fünftürer                |
| ------------------------------- | --------------------- | ------------------------ | ------------------------ | --------------------- | --------------------- | ------------------------ |
| Bauzeitraum                     | 01.2009–08.2015       | 01.2009–08.2015          | 09.2015–08.2018          | 01.2009–08.2015       | 01.2009–08.2015       | 09.2015–08.2018          |
| Version                         | Schaltgetriebe        | Automatik                | Automatik                | Schaltgetriebe        | Automatik             | Automatik                |
| Zylinder                        | 4                     | 4                        | 4                        | 4                     | 4                     | 4                        |
| Hubraum (cm³)                   | 3200                  | 3200                     | 3200                     | 3200                  | 3200                  | 3200                     |
| Max. Leistung (kW/PS)           | 147/200 bei 3800/min  | 147/200 bei 3800/min     | 140/190 bei 3500/min     | 147/200 bei 3800/min  | 147/200 bei 3800/min  | 140/190 bei 3500/min     |
| Max. Drehmoment (Nm)            | 441 bei 2000/min      | 441 bei 2000/min         | 441 bei 2000/min         | 441 bei 2000/min      | 441 bei 2000/min      | 441 bei 2000/min         |
| Höchstgeschwindigkeit (km/h)    | 180                   | 180                      | 180                      | 180                   | 180                   | 180                      |
| Getriebe (Serienmäßig)          | 5-Gang-Schaltgetriebe | 5-Gang-Automatikgetriebe | 5-Gang-Automatikgetriebe | 5-Gang-Schaltgetriebe | 5-Gang-Schaltgetriebe | 5-Gang-Automatikgetriebe |
| Beschleunigung (0-100 km/h)     | 9,7 s                 | 10,4 s                   | 10,4 s                   | 10,5 s                | 11,1 s                | 11,1 s                   |
| Verbrauch kombiniert (l/100 km) | 9,5 D                 | 10,0 D                   | 9,0 D                    | 9,6 D                 | 10,1 D                | 9,3 D                    |
| Tankinhalt                      | 69                    | 69                       | 69                       | 88                    | 88                    | 88                       |
| Abgasnorm                       | EURO 5                | EURO 5                   | EURO 6                   | EURO 5                | EURO 5                | EURO 6                   |

### Karosserievarianten
Der Pajero wird als Drei- sowie Fünftürer angeboten. In den Ausstattungsmerkmalen unterscheiden sich die Varianten nicht, nur die Abmessungen sind verschieden.
| Modell                    | Dreitürer      | Fünftürer      |
| ------------------------- | -------------- | -------------- |
| Gesamtlänge (mm)          | 4385           | 4900           |
| Gesamtbreite (mm)         | 1875           | 1875           |
| Gesamthöhe (mm)           | 1840* / 1870** | 1860* / 1890** |
| Radstand (mm)             | 2545           | 2780           |
| Leergewicht (kg)          | 2213-2273      | 2408-2493      |
| Max. Zuladung (kg)        | 392-452        | 537-622        |
| Anhängelast gebremst (kg) | 2800–3000      | 3300-3500      |

*Nur niedrigste Ausstattungslinie; ** Nur höchste Ausstattungslinie